# Sigüeiro
Sigüeiro est une commune de la province de La Corogne en Espagne située dans la communauté autonome de Galice. Elle comptait 3 757 habitants en 2014.
La commune est située sur le Camino inglés, un des chemins secondaire du pèlerinage de Saint-Jacques-de-Compostelle qui commence à Ferrol.